# أول قطار شحن صيني في لندن

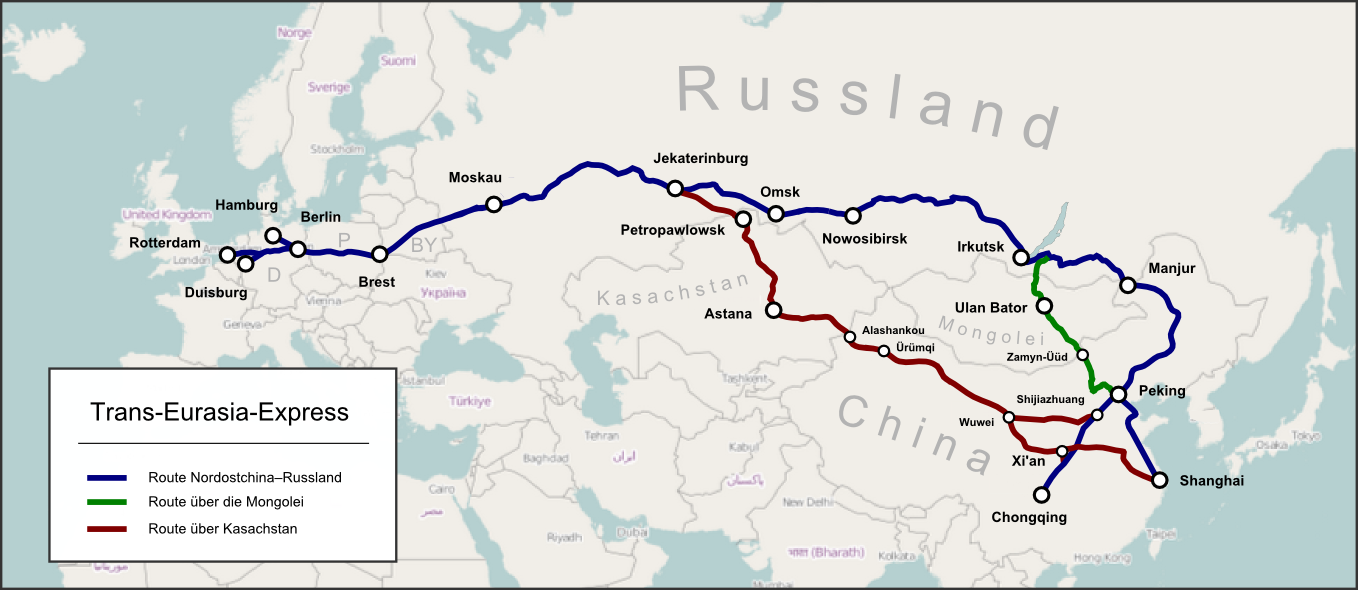

وصل أول قطار شحن صيني إلى لندن في 18 من يناير للعام 2017م في سفر استغرق ثمانية عشر يوما على خط السكة الحديدية ييوو - لبندن الذي يمتد على بعد 1207 كم (7,500 ميلاً تقريبا). كان وصول القطار الصيني للشحن إلى لندن جزء من مبادرة الحزام والطريق التي ابتدرتها الصين في عام 2013 والتي تسعي إلى إعادة استعمال الطرق التجارية الأوروبية الصينية التي يمتد تاريخها إلى ما يقارب 2000 سنة.

## قطار الحرير الجديد
وصل القطار الصيني المنطلق من مدينة ييوو والمعروف إعلاميا باسم قطار الحرير الجديد أو «رياح شرقية» في رحلة قطع فيها 1207 كم واستغرقت 18 يوماً إلى محطته النهائية في العاصمة الإنجليزية لندن، بعد ما مر بكل من كازخستان وروسيا وبيلاروسيا وبولندا وألمانيا وبلجيكا وفرنسا قبل أن يصل إلى لندن، عبر نفق بحر المانش. يحمل القطار الصيني بضائع كثيرة من منسوجات وغيرها تبلغ قيمتها 4 ميلون يورو في 34 حاوية ملابس وبضائع أخرى. وقد حمل في رحلة العودة 88 حاوية شحن محملة بالويسكي وحليب الأطفال والأدوية والآلات إلى الصين.

### المسافة
استغرت الرحلة التي قطعها قطار الشحن الصيني إلى أوروبا 18 عشر يوما على خط السكة الحديدية ييو - لندن، وتقدر المسافة على 1207 كم انطلاقا من مدينة ييو في شرق الصين ووصلت محطة شحن «يورو هوب» في عادة، يستغرق مثل هذا السفر 30 إلى 48 يوما بالبحر عبر بحر الصين الجنوبي ومضيق ملقا ومياه المحيط الهندي وقناة السويس. هذا بالإضافة إلى كلفته القليلة مقارنة بالنقل الجوي. وغادر لندن في 10 أبريل، مرورا بفرنسا وبلجيكا وألمانيا وبولندا وبيلاروسيا وروسيا وكازاخستان خلال رحلته التي استغرقت 20 يوما، (أطول من المتوقع بيومين) قبل أن يصل إلى ييوو في مقاطعة تشجيانغ الشرقية. كان لابد من تغيير قاطرته وعرباته على الطريق بسبب المقياس الأكبر للسكك الحديدية في الاتحاد السوفيتي السابق.
يأتي خط السكك الحديدية الصيني كخطوة أولى في مشروع «الحزام والطريق» الذي أعلنت الحكومة الصيينية على النطلاق أشغاله في عام 2013م. يعمل هذا المشروع على إحياء طرق التجارية القديمة بين قارات العالم القديم.